# Før TV-Teatret kommer på skærmen
|  | Denne artikel er oprettet af botten Steenthbot ud fra en ekstern database. Den kan derfor have sproglige fejl eller mangler. Denne skabelon kan fjernes efter kontrol af indholdet. |

Før TV-Teatret kommer på skærmen er en dansk dokumentarfilm fra 1965 instrueret af Michael M. Jacobsen og Henning Kristiansen og efter manuskript af Erik Witte.

## Handling
Det store arbejder med prøver, dekorationer, kostumer osv., der går forud den endelige optagelse af en forestilling til TV-teatrets repertoire - i dette tilfælde Henrik Ibsens "Vildanden", som blev sendt i tv 9. januar 1966.

## Medvirkende
- Malene Schwartz
- Henning Moritzen
- Lily Weiding
- Elith Pio
- Pål Løkkeberg